# Западный Кильдин
Западный Кильдин — населённый пункт в Кольском районе Мурманской области. Входит в сельское поселение Териберка. Расположен в западной части острова Кильдин на берегу Кильдинского пролива.

## Население
| 2002 | 2010 |
| ---- | ---- |
| 19   | ↘6   |

Численность населения, проживающего на территории населённого пункта, по данным Всероссийской переписи населения 2010 года составляет 6 человек, из них 6 мужчин (100 %).